# John Hadley
Pour les articles homonymes, voir John et Hadley.
Sir John Hadley, (16 avril 1682 à Bloomsbury en Londres – 14 février 1744, près de Barnet, en ce temps dans le Hertfordshire, et aujourd'hui une banlieue de Londres) est un astronome britannique du XVIIIe siècle, membre et vice-président de la Royal Society.
Il a inventé l'octant ou quartier de réflexion qui porte son nom, précurseur du sextant. Cet instrument permet, dans les observations astronomiques, de mesurer les angles depuis un navire, malgré le mouvement du vaisseau.
On a de lui : Description d'un nouvel instrument pour mesurer les angles, 1731.
Le Mont Hadley est un massif au nord des Montes Apenninus, une chaîne montagneuse dans l'hémisphère nord de la Lune, nommé d'après lui.

## Source
- Marie-Nicolas Bouillet  et Alexis Chassang (dir.), « John Hadley » dans Dictionnaire universel d’histoire et de géographie, 1878 (lire sur Wikisource)